# Chevrolet Matiz
Chevrolet Matiz var en mikrobil fra bilmærket Chevrolet. Den første generation blev fra slutningen af 2004 kun bygget i knap tre måneder som Chevrolet, og var en af General Motors omdøbt version af forgængeren Daewoo Matiz. Man havde nemlig besluttet at opgive varemærket Daewoo i Vesteuropa. I Sydkorea sælges bilen dog fortsat under navnet Daewoo Matiz. I Østeuropa og Kina hedder modellen Chevrolet Spark ligesom efterfølgeren hedder i Vesteuropa. I Mexico sælges bilen som Pontiac Matiz G2.

## Første generation (2004−2005)
Efter at General Motors i slutningen af 2004 omdøbte alle Daewoo-biler i Vesteuropa til Chevrolet, blev første generation af Daewoo Matiz uden yderligere modifikationer omdøbt til Chevrolet Matiz. Kun logoerne blev udskiftet.
- Bagfra

## Anden generation (2005−2010)
Den anden generation af Matiz var på markedet fra foråret 2005 til marts 2010. Den teknisk set næsten uændrede bil kunne kendes på de nye forlygter og den stærkt faldende taglinje. Kun de to dyreste modeller SX og Automatik havde sideairbags. Ved Euro NCAPs kollisionstest fik en Matiz uden sideairbags to en halv ud af fem mulige stjerner og dermed en svag beskyttelse af passagererne, kun undergået af den fem år ældre Fiat Seicento. I midten af 2008 fik Matiz et mindre facelift, som kunne kendes på det på kølergrillen monterede Chevrolet-logo.
Modellen fandtes med en trecylindret motor på 796 cm³ med 38 kW (52 hk) og en firecylindret motor på 995 cm³ med 49 kW (67 hk). I stedet for den standardmonterede femtrins manuelle gearkasse, kunne den mindste motor leveres med trinløst CVT-automatgear.
- Bagfra

### Efterbygning efter 2010
Hvor Matiz i 2010 i Europa blev afløst af Chevrolet Spark, sælges den i nogle latinamerikanske lande (fra Chile til Mexico) stadigvæk som billig indstigningsmodel (pr. efteråret 2015).